# Kodeks 0310
Kodeks 0310 (Gregory-Aland no. 0310) – grecko-koptyjski kodeks uncjalny  Nowego Testamentu na pergaminie, datowany metodą paleograficzną na VI wiek. Rękopis jest przechowywany w Cambridge. Rękopis zachował się we fragmentarycznym stanie. Tekst rękopisu nie jest wykorzystywany we współczesnych wydaniach  greckiego Nowego Testamentu. 

## Opis
Zachował się fragment pergaminowej karty rękopisu sklasyfikowanej jako 0310, z greckim i koptyjskim tekstem  Listu do Tytusa 2,15-3,6; 3,6-7. Oryginalna karta kodeksu prawdopodobnie miała rozmiar 38,5 na 29,5 cm. Tekst był pisany dwoma kolumnami na stronę, 35 linijek tekstu na stronie . 

## Historia
Początkowo był datowany na VI wiek, choć z wahaniem. Późniejsze badania wykazały, że jest to fragment lekcjonarza 1575, wcześniej ustalono, że również i inne fragmenty klasyfikowane przedtem jako 0129, 0203 i 0205 są częścią tego lekcjonarza. Lekcjonarz 1575 datowany jest przez INTF na IX wiek . 
Numery 0129, 0203, 0205 i 0310 zostały usunięte z listy rękopisów Nowego Testamentu . 
Fragment nie jest cytowany w wydaniach greckiego Nowego Testamentu Nestle-Alanda (NA28). Nie jest cytowany w czwartym wydaniu Zjednoczonych Towarzystw Biblijnych (UBS4).
Fragment jest przechowywany w bibliotece Cambridge University (Ms. Or. 161699 Π Χ) w Cambridge .